# Madromys blanfordi
Madromys blanfordi es una especie de roedor de la familia Muridae.

## Distribución geográfica
Se encuentra en la India y Sri Lanka.